# Colheita de ferro

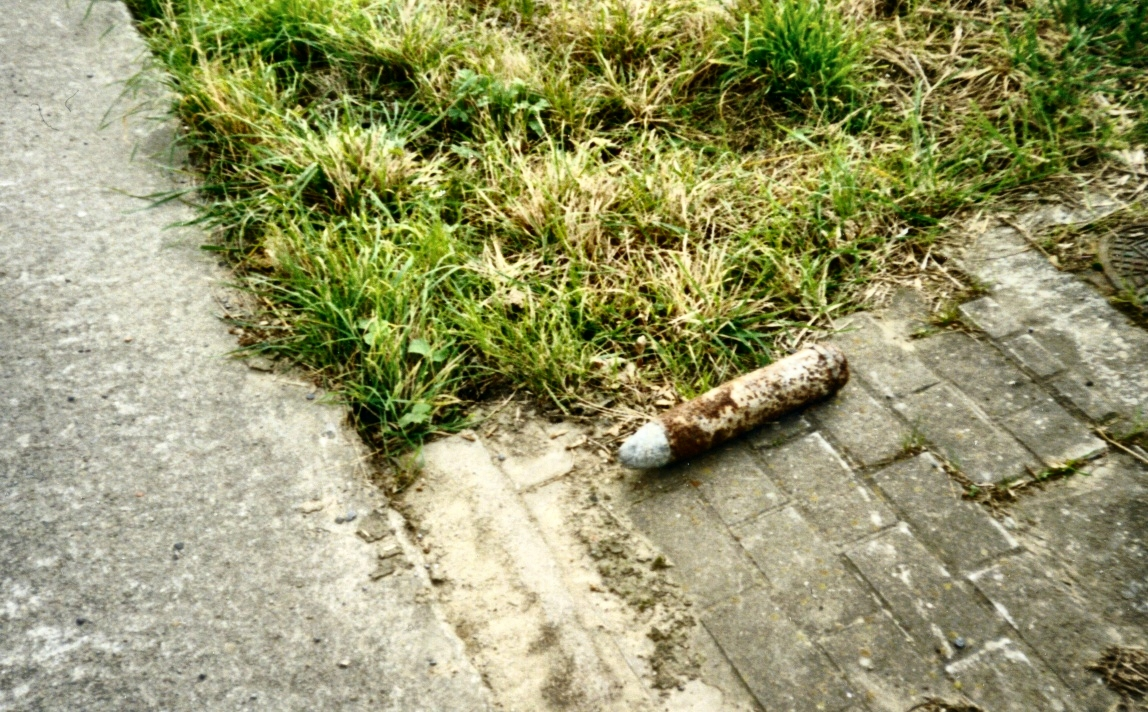
Uma pequena artilharia alemã da I Guerra Mundial, deixada ao lado de um campo de eliminação perto de Ypres, na Bélgica

A colheita de ferro é a "colheita" anual de artefatos explosivos não-detonados, arame farpado, estilhaços, balas e trincheiras congruentes coletadas por agricultores belgas e franceses depois de arar seus campos. A colheita geralmente se aplica ao material da Primeira Guerra Mundial, que ainda é encontrado em grandes quantidades na antiga Frente Ocidental.

## As munições não detonadas

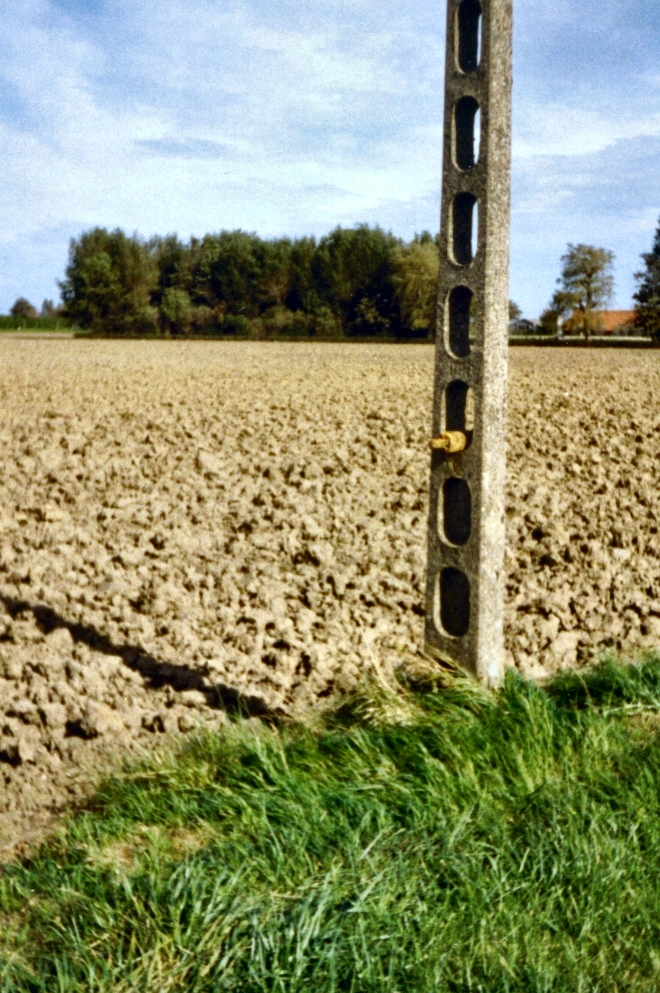
Morteiro da I Guerra Mundial, deixado ao lado de um poste de telégrafo para a eliminação, em 2004, perto de Ypres, na Bélgica

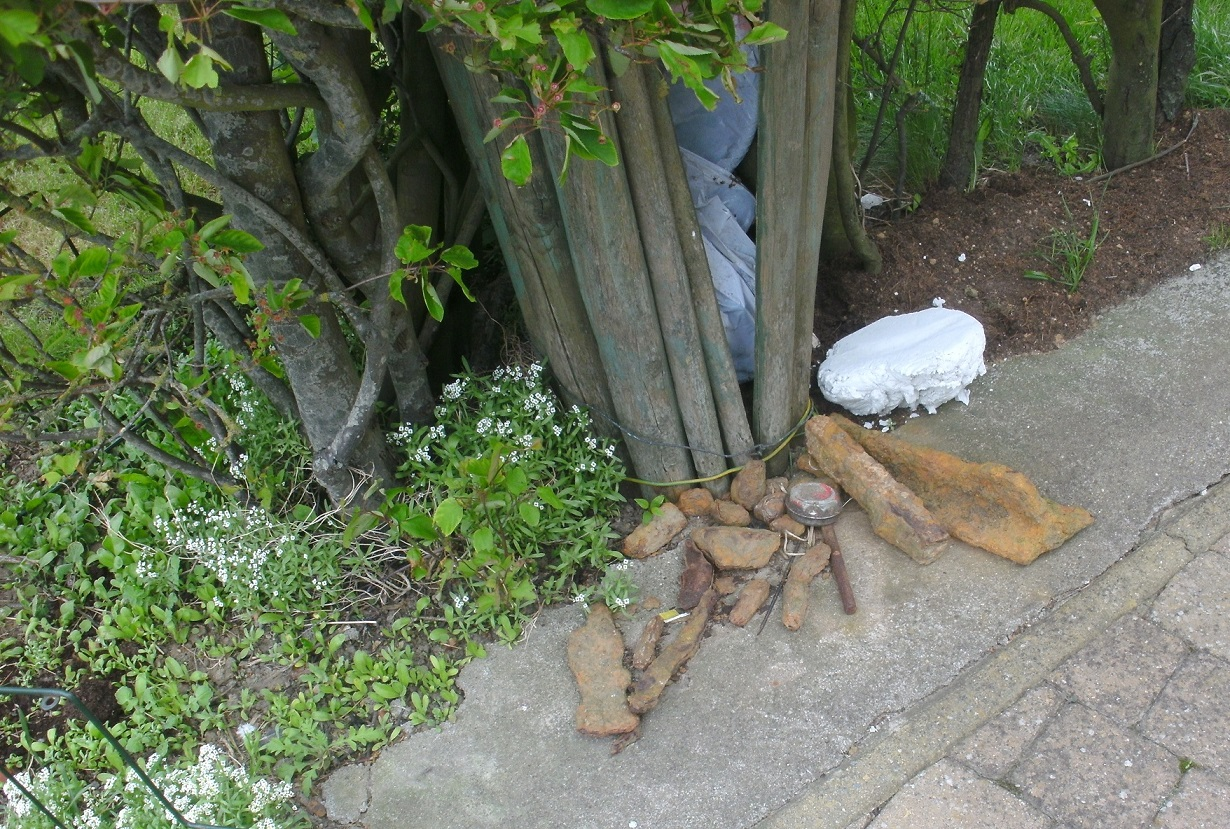
Morteiros e outros artefatos de batalha depositados ao lado da lixeira de um fazendeiro em Passchendaele

Durante a Primeira Guerra Mundial, uma tonelada de explosivos foi disparada por cada metro quadrado de território na frente ocidental. Acredita-se que um em cada três disparos não foi detonado. Em Ypres Salient, estima-se que 300 milhões de projéteis que as forças britânicas e alemãs dispararam um contra o outra,  durante a Primeira Guerra Mundial, falhavam e a maioria deles não foi recuperada. Em 2013, 160 toneladas de munições, de balas a projéteis de 15 polegadas, foram desenterradas das áreas próximas a Ypres.[carece de fontes?]
Armas não detonadas - na forma de granadas, balas e granadas - se enterravam no impacto ou eram rapidamente engolidas na lama. Com o passar do tempo, o trabalho de construção, aração de campo e processos naturais trazem as bombas enferrujadas para a superfície. A maior parte da colheita de ferro é encontrada durante o plantio de primavera e a lavoura de outono, uma vez que a região do norte da França e a Flandres são áreas agrícolas ricas. Os agricultores coletam as munições e as colocam ao longo dos limites dos campos ou outros pontos de coleta para as autoridades.

## Perigos
Apesar da condição das artilharias, elas permanecem muito perigosas. O departamento francês de desminagem recupera cerca de 900 toneladas de munições não detonadas todos os anos. Desde 1945, aproximadamente 630 depuradores franceses morreram ao manipular munições não detonadas. Dois morreram no tratamento de munições fora de Vimy, na França, em 1998. Mais de 20 membros do Departamento Bélgico de Despoluição de Armas Explosivas (DOVO) morreram eliminando as munições da Primeira Guerra Mundial desde que a unidade foi formada em 1919. Mortes civis também são comuns. Apenas na área em torno de Ypres, 260 pessoas foram mortas e 535 foram feridas por munições não detonadas desde o final da Primeira Guerra Mundial. Morteiros que contêm gás venenoso permanecem viáveis e, eventualmente, corroem e liberam seu conteúdo de gás. Cerca de cinco por cento dos projéteis disparados durante a Primeira Guerra Mundial continham gás venenoso e especialistas em descarte de munição continuaram a sofrer queimaduras de bombas de gás mostarda que foram abertas.[carece de fontes?]

## Descarte
Na Bélgica, a colheita de ferro descoberta pelos agricultores é cuidadosamente colocada em torno das bordas do campo ou em lacunas de postes telegráficos, onde é regularmente recolhido pelo exército belga para descarte por explosão controlada em um centro especializado em Poelkapelle. O depósito foi construído depois que o lançamento de bombas foi interrompido em 1980. Uma vez extraído pelo exército, os produtos químicos do gás são queimados e destruídos em altas temperaturas em instalações especializadas e os explosivos são detonados.[carece de fontes?]

## Leitura complementar
- Webster, D Rescaldo: Os Remanescentes de Guerra, Vintage Books 1999. ISBN 0-679-75153-X